# La Valla-en-Gier
La Valla-en-Gier är en kommun i departementet Loire i regionen Auvergne-Rhône-Alpes i centrala Frankrike. Kommunen ligger i kantonen Saint-Chamond-Sud som tillhör arrondissementet Saint-Étienne. År 2022 hade La Valla-en-Gier 1 118 invånare.

## Befolkningsutveckling
Antalet invånare i kommunen La Valla-en-Gier
| Referens: INSEE |